# Monastère Notre-Dame de Seidnaya
Le monastère Notre-Dame de Seidnaya (en arabe : دير سيدة صيدنايا) est un monastère orthodoxe antiochien féminin situé sur une hauteur dominant le village de Seidnaya, à 35 km au nord-est de Damas, en Syrie. Il aurait été fondé par l'empereur byzantin Justinien au VIe siècle. C'est l'un des lieux de pèlerinage chrétien les plus importants du Proche-Orient. Son architecture s'inscrit dans la tradition byzantine la plus pure.

## Histoire

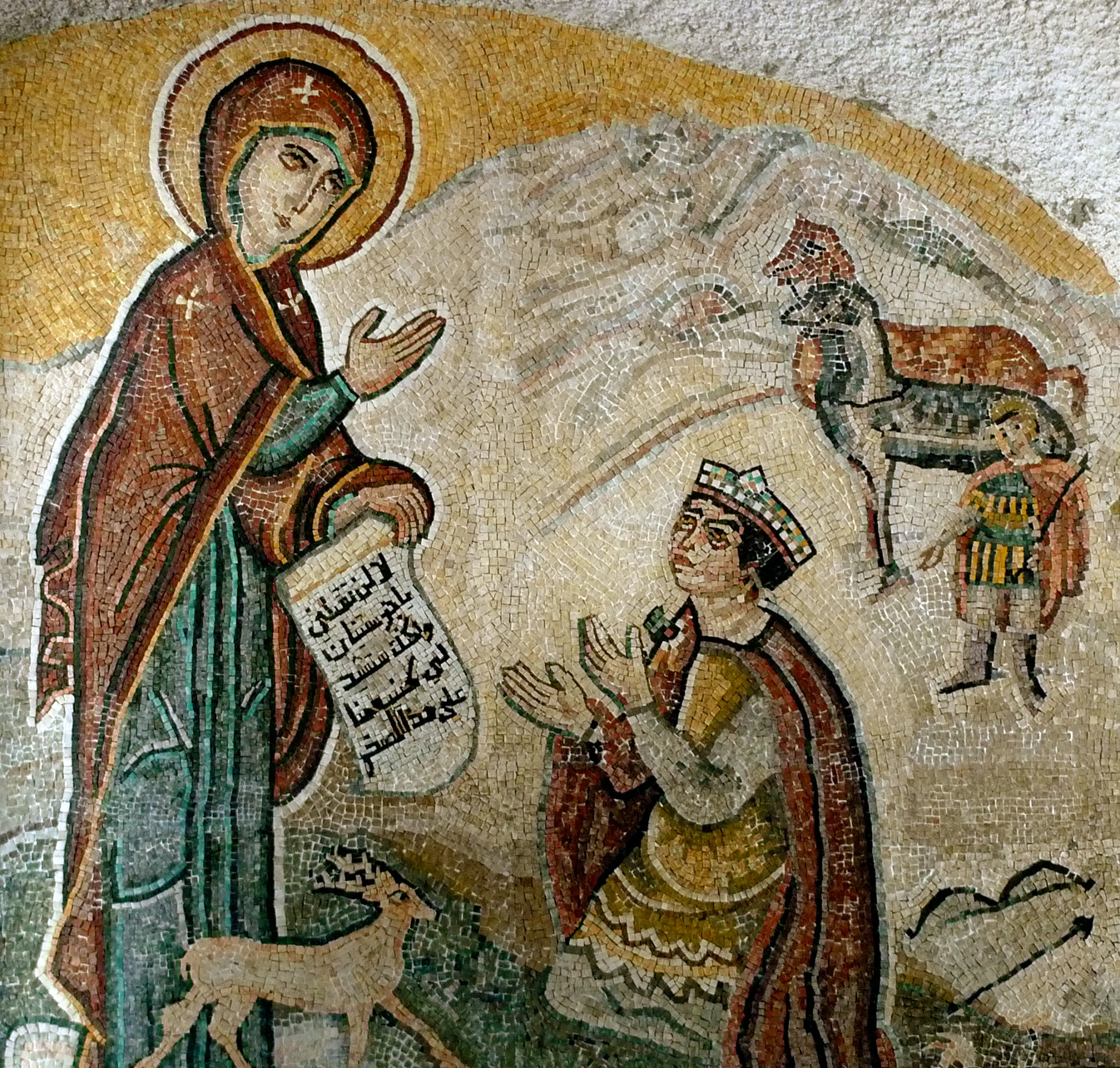
Mosaïque murale représentant l'apparition de la Vierge à l'empereur Justinien ; elle tient un rouleau déplié avec le texte en arabe : لا لن تقتلني يا جوستنيان ولكنك ستشيد لي كنيسة هنا على هذا الصخر (« Non, tu ne me tueras pas, Justinien, mais tu bâtiras une église pour moi, ici, sur ce rocher »). Œuvre réalisée en marbre et pierres naturelles par l'artiste mosaïste syrienne Houda Moussa en 2003.

Le monastère aurait été fondé au VIe siècle par l'empereur byzantin Justinien, auquel la Vierge était apparue d'abord sous la forme d'une gazelle.
Il fut appelé « Notre-Dame de Sardenaye » dans les Chroniques des Croisades.

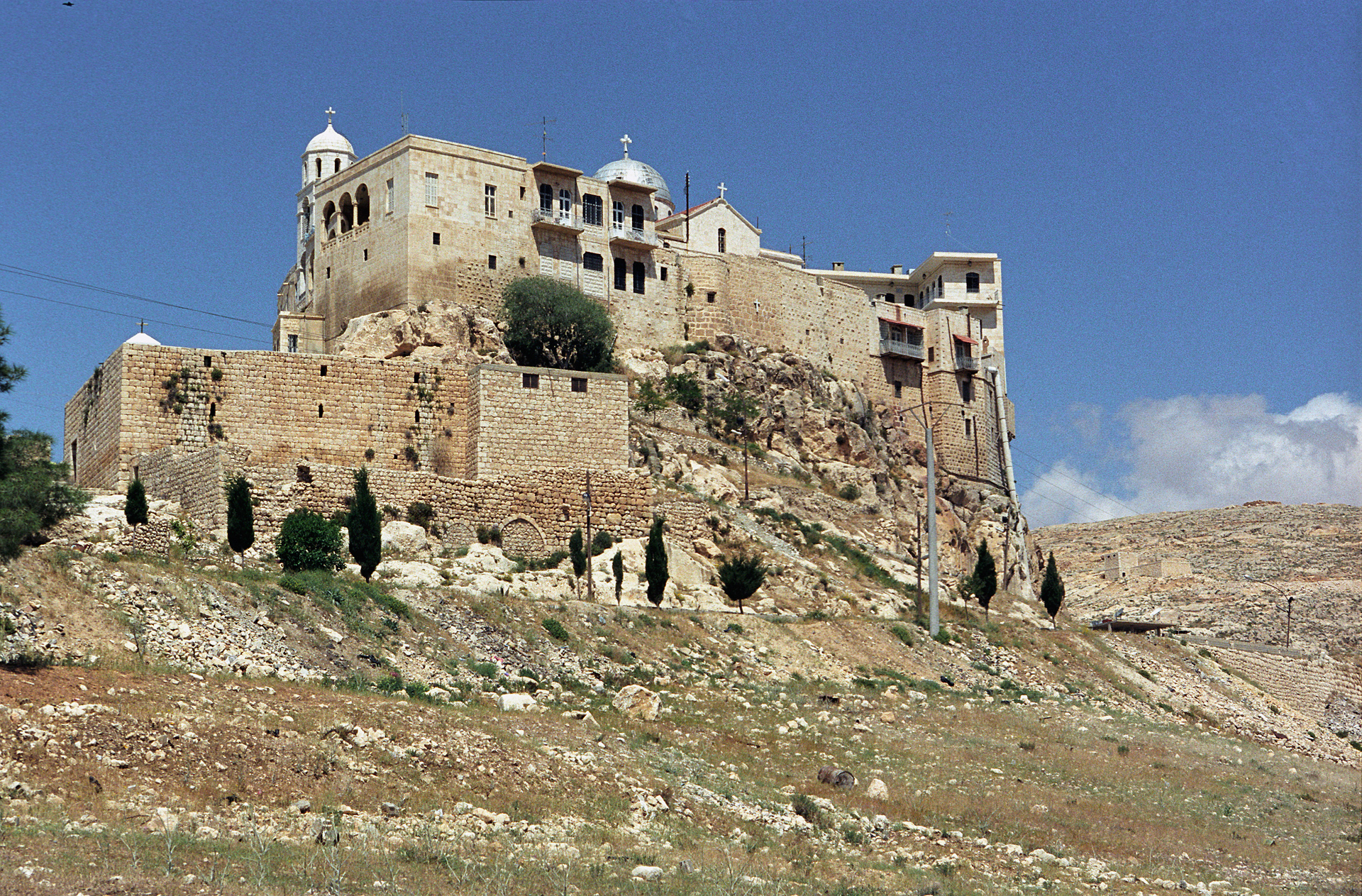
Vue de l'arrière du monastère.

Au début du XXIe siècle, le monastère abrite une trentaine de moniales et de novices. C'est donc le monastère féminin le plus important en nombre de Syrie. Il a souffert à deux reprises de dommages pendant la guerre civile syrienne : en novembre 2013 (à cause d'un incendie du mur arrière dû à une attaque de roquettes) et en janvier 2014 (à cause de tirs du front al-Nosra).

## Patrimoine artistique
Le monastère abrite une des quatre icônes attribuées traditionnellement à l'apôtre Luc, nommée « Shahoura » ou « Shaghoura » en syriaque.

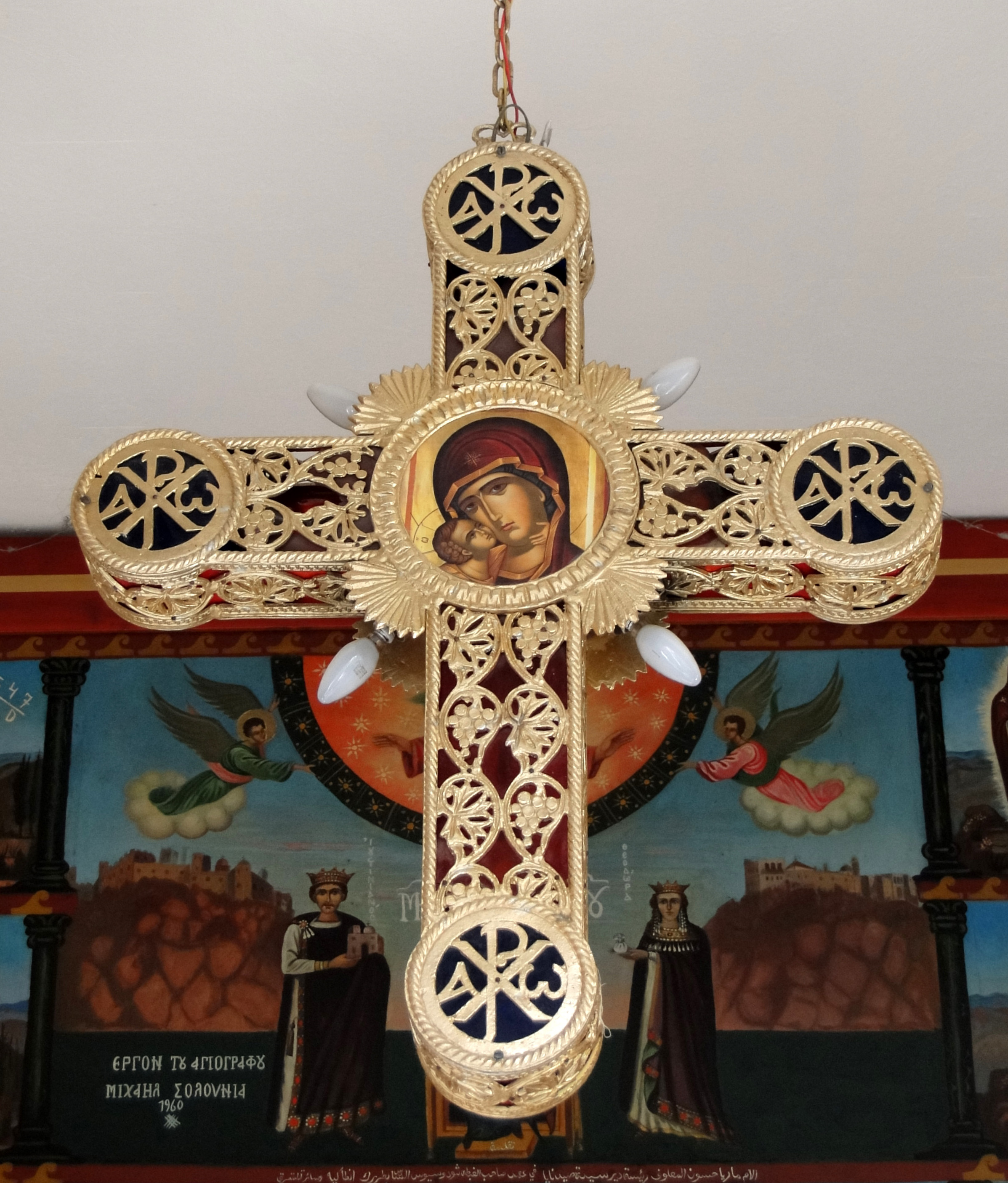
Croix avec la Vierge et l'Enfant.
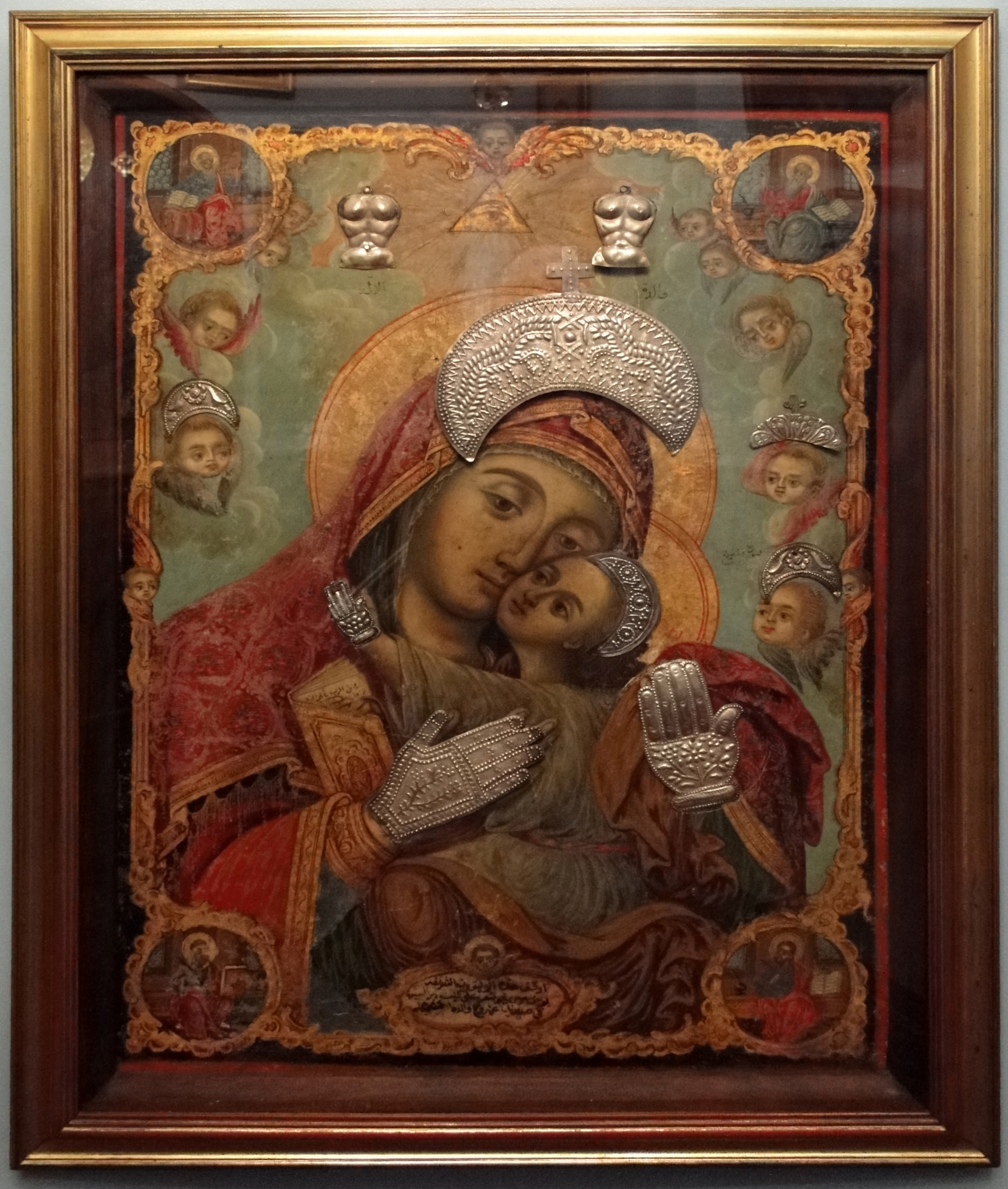
Peinture représentant la Vierge et l'Enfant.